# Uwe Theimer
Thorsten Uwe Theimer (* 9. Juli 1944 in Prag) ist ein österreichischer Dirigent und Komponist.

## Leben und Wirken
Theimer erhielt seine musikalische Grundausbildung bei den Wiener Sängerknaben. Danach studierte er an der Akademie für Musik und darstellende Kunst, der heutigen Universität für Musik und darstellende Kunst Wien. Sein Lehrer in Komposition war Alfred Uhl. Im Dirigieren unterrichtete ihn Hans Swarowsky. 
Theimer leitete bedeutende österreichische Chöre wie den Chorus Viennensis. Er war Kapellmeister der Wiener Sängerknaben und Korrepetitor an der Wiener Staatsoper. Er wirkte bei den Salzburger Festspielen als musikalischer Assistent für Karl Böhm, Lorin Maazel und James Levine. 1999 wurde Theimer Intendant des Niederösterreichischen Operettensommers in Langenlois, dessen künstlerischer Leiter er schon seit 1996 war.
Theimer war seit 2000 ordentlicher Professor an der Universität für Musik und darstellende Kunst in Wien (seine Emeritierung erfolgte 2013) und Studienleiter an der Wiener Volksoper. Konzerte als Dirigent wie Liedbegleiter sowie Meisterkurse führen ihn regelmäßig nach Japan und in die USA.
Theimer ist erster Dirigent des Orchesters beim Wiener Opernball. Er war an den Gründungen der Vienna Classic Symphony Orchestra, der Wiener Straußkapelle und der Wiener Walzersolisten beteiligt.
Als Arrangeur und Komponist wirkt er für Kammerensembles, Orchester und Produktionen des Fernsehens. Mit mehreren Orchestern und Solisten spielte er CDs ein.